# 昂蒂尼 (维埃纳省)
昂蒂尼（法語：Antigny，法語發音：[ɑ̃tiɲi]）是法国新阿基坦大区维埃纳省的一个市镇，属于蒙莫里永区。

## 地理
昂蒂尼（46°32'6"N, 0°51'14"E）面积43.93 平方千米，位于法国新阿基坦大区维埃纳省，该省份为法国中西部省份，北起曼恩-卢瓦尔省和安德尔-卢瓦尔省，西接德塞夫勒省，南至夏朗德省，东南接上维埃纳省，东临安德尔省。
与昂蒂尼接壤的市镇（或旧市镇、城区）包括：安斯、茹埃、莱涅叙方丹、派宰勒塞克、圣日耳曼、圣萨万、维勒莫尔。

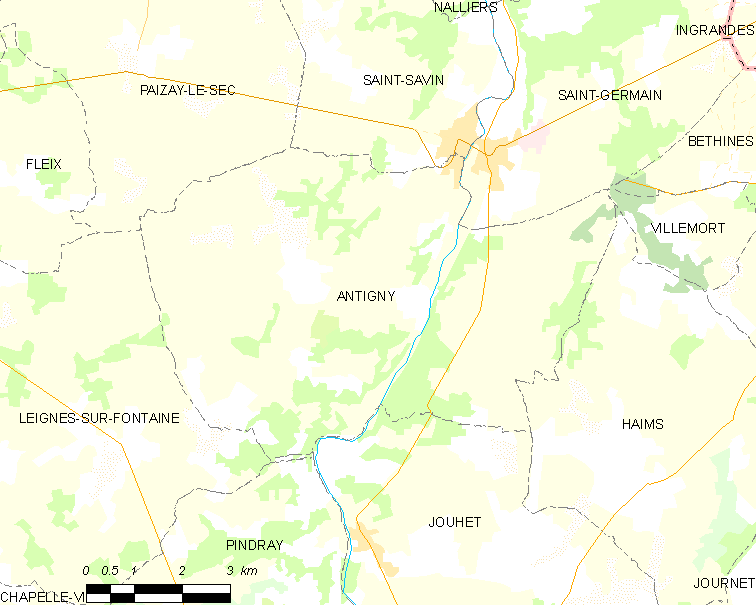
的OSM定位图

昂蒂尼的时区为UTC+01:00、UTC+02:00（夏令时）。

## 行政
昂蒂尼的邮政编码为86310，INSEE市镇编码为86006。

## 政治
昂蒂尼所属的省级选区为蒙莫里永县。

## 人口

1962-2008年间人口变化图示

昂蒂尼于2022年1月1日时的人口数量为543人。